# 高峰寺水库
高峰寺水库是中国湖北省随州市广水市境内的一座水库，位于广水支流上，建于1971年。水库正常库容为911万立方米，集雨面积为19.6平方千米，海拔为147米。